# Fosfoinositol 3-cinasa
Las fosfoinositol 3-cinasas o fosfoinosítido-3-cinasas (PI 3-cinasas o PI3K o P110δ), son una familia de enzimas capaces de fosforilar el grupo hidroxilo de la posición 3' del anillo inositol de las moléculas llamadas en conjunto fosfatidilinositol -enzima que en humanos está códificada por el gen PIK3CD-.

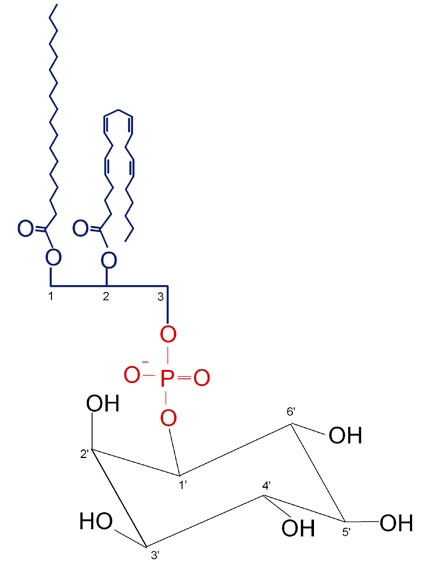
Figura 1. Molécula de fosfatidilinositol.

## Clasificación
La familia de enzimas fosfatidilinositol 3-cinasa está dividida en tres clases numeradas con números romanos, con funciones específicas en cada clase.

### Clase I
Las PI3K Clase I son moléculas heterodiméricas presente en humanos, compuestas por una subunidad regulatoria y otra catalítica. Se subdividen en subgrupos IA y IB. Esta división se basa en la similitud de su secuencia. El nombre recomendado para esta clase de enzimas es fosfatidilinositol-4,5-bisfosfato 3-kinasa, tienen el número EC 2.7.1.153 y catalizan la reacción:
1-fosfatidil-1D-mio-inositol-4,5-bisfosfato + ATP {\displaystyle \rightleftharpoons } 1-fosfatidil-1D-mio-inositol-3,4,5-trisfosfato + ADP

Figura 2. Molécula de fosfatidilinositol-4,5-bisfosfato.

Las del subgrupo IA tienen una de cinco posibles subunidades regulatorias llamadas p85α, p55α, p50α, p85β o p55γ, la cual está unida a una de las subunidades catalíticas llamadas p110α (PIK3CA), β (PIK3CB), δ (PIK3CD) o γ (PIK3CG) (reciben la numeración por su peso molecular de unos 110 kDa). Las primeras tres subunidades regulatorias son isoformas del mismo gen PIK3R1, mientras que las otras dos subunidades regulatorias son expresadas por otros genes (PIK3R2 y PIK3R3). En tanto que las subunidades p100α y β se expresan en todas las células, la subunidad catalítica p110δ se expresa en leucocitos y se ha sugerido que pudo haber evolucionado en paralelo con el sistema inmune innato.
En el caso del subgrupo IB las PI3K están compuestas por una subunidad regulatoria p101 (PIK3R5) y una subunidad catalítica p110γ, codificadas por solo un gen cada una. La mayoría de las investigaciones de las PI 3-cinasas se han enfocado en la clase I.

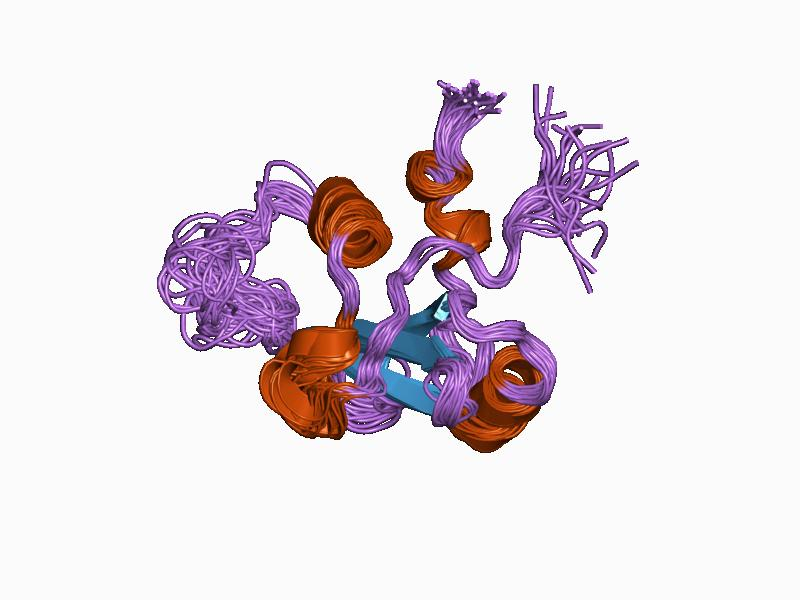
Figura 3. Estructura de la p85α bovina.

### Clase II
Las PI 3-cinasas Clase II y III difieren de las de la Clase I en estructura y función. Las cinasas de la Clase II tienen tres isozimas catalíticas (C2α PIK3C2A, C2β PIK3C2B, y C2γ PIK3C2G). El nombre recomendado para esta clase de enzimas es fosfatidilinositol-4-fosfato 3-kinasa, tienen el número EC 2.7.1.154 y catalizan la reacción:
1-fosfatidil-1D-mio-inositol-4-fosfato + ATP {\displaystyle \rightleftharpoons } 1-fosfatidil-1D-mio-inositol-3,4-bisfosfato + ADP
A diferencia de las Clases I y III, no tienen subunidades proteicas regulatorias. Estas enzimas catalizan la producción de PI(3)P a partir de fosfoinositol, pueden también sintetizar PI(3,4)P2 de PI(4)P. Sin embargo, no se conoce si tienen alguna función en el sistema inmune. Las isoformas C2α y C2β se expresan en varias células del cuerpo, mientras que la C2γ está limitada su expresión a los hepatocitos. La característica distintiva de la PI3K Clase II es el dominio llamado C2 en el extremo C-terminal. Este es un dominio que carece del aminoácido estructural crítico Asp que coordina la unión de Ca2+, sugiriendo que la Clase II se une a lípidos de manera independiente del Ca2+.

### Clase III
Las PI3-K Clase III son muy similares a la Clase II en que favorecen la producción de PI(3)P de fosfoinositol, pero son más similares a la estructura de la Clase I. El nombre recomendado para esta clase de enzimas es fosfatidilinositol 3-kinasa, tienen el número EC 2.7.1.137 y catalizan la reacción:
1-fosfatidil-1D-mio-inositol + ATP {\displaystyle \rightleftharpoons } 1-fosfatidil-1D-mio-inositol 3-fosfato + ADP
son heterodímeros de una subunidad catalítica (PIK3C3) y una regulatoria p150 (PIK3R4). La Clase III parece estar principalmente involucrada en el tráfico de proteínas y vesículas. Hay evidencias de que son capaces de contribuir a la efectividad de varios procesos de importancia en células inmunes, como la fagocitosis.
Las fichas proteína de esta página se refieren a las subunidades catalíticas de las PI3K de las Clases I, II i III.

## Mecanismos
Las PI 3-cinasas producen varios fosfoinosítidos: PtdIns3P, PtdIns(3,4)P2, PtdIns(3,5)P2 y PtdIns(3,4,5)P3, todas fosforiladas en la posición 3'. Estas moléculas son parte de un mecanismo por el cual un grupo selecto de proteínas de señalización celular que contienen los dominios PX, de pleckstrina (dominio PH) y FYVE, así como otros dominios que ligan fosfoinositidas, son reclutadas a las diversas membranas celulares.

## Inhibición
Todas las PI 3-cinasas son inhibidas por los fármacos wortmannina y LY294002, aunque se sabe que algunas proteínas de la PI 3-K Clase II tienen una respuesta disminuida a estas drogas.
La posible asociación de las enzimas de la familia fosfoinositol 3-cinasa con muchos trastornos, como la alergia, la inflamación y cardiopatías, hace que se estudien diversos inhibidores de estas enzimas como probables agentes terapéuticos de enfermedades.

## Funciones
Se han asociado las PI 3-cinasas a una diversidad extraordinaria de funciones celulares, incluyendo el crecimiento celular, proliferación, movilidad, supervivencia celular y tráfico intracelular. Muchas de estas funciones se relacionan a la habilidad de las PI 3-cinasa Clase I de activar a la PKB (PKB, también llamada AKT).
La PI 3-K Clase IA se encuentra mutada en varios tipos de cáncer, muchas de estas mutaciones causan que la cinasa se encuentre más activa de lo normal. Uno de los antagonistas de la PI 3-K, la enzima PtdIns(3,4,5)P3 fosfatasa (PTEN), está ausente en muchos tipos de tumores. Por ello se ha sugerido que la fosfoinositol 3-cinasa contribuye significativamente a la transformación celular y la aparición de cáncer.
Las PI 3-K son también un componente importante en la cascada de señalización de la insulina, interactuando como sustrato del receptor de insulina con el fin de regular la entrada de glucosa a la célula por medio de una serie de eventos de fosforilación, por lo que ha surgido interés en el papel que la enzima pueda tener en la diabetes.
Una característica global de la transducción de señales aguas abajo en células inmunes, es la activación de la enzima fosfoinositol 3-cinasa por mecanismos intrincados. Las isozimas p110δ y p110γ regulan diferentes aspectos de la respuesta inmune. Una alteración en la regulación de esta enzima y en la transducción de estas señales en células inmunes se ve en diversos trastornos y enfermedades, incluyendo la leucemia y algunos linfomas.